# Slapovi

## Zgodovina
Začetki delovanja skupine segajo v leto 1991, ko je Jože Skubic izdal album z naslovom Prelepa dežela, ki je bil izjemno dobro sprejet pri poslušalcih. Ker je bilo potrebno skladbe predstaviti tudi na živih nastopih, je pričel sodelovati s skupino Slapovi, ki je na plesih in zabavah izvajala tako zabavno kot narodnozabavno glasbo. Skupino so tedaj sestavljali Jože Pečjak, Marko Mirtič, Robert Kuhelj, Vojko Bavdek in Miha Šušteršič. Slednja sta skupino zapustila, maja 1992 pa sta se ji pridružila brata Martin in Gregor Štibernik. 
Leta 1992 so se odzvali vabilu in se udeležili novonastalega festivala v Vurberku, na katerem so zasedli prvo mesto.  
Na začetku leta 1993 so se odločili posneti prvo narodnozabavno kaseto, festivalsko sezono pa so zopet začeli na Vurberku in začel se je bliskovit vzpon - Slapovi so na festivalih pobirali nagrade, med njimi je bilo vse več tudi nagrad strokovnih žirij. Slapovi so od samega začetka festivalskih nastopov veliko pozornosti namenjali tudi zunanji podobi in bili na festivalih redki od nastopajočih, ki so narodno nošo zamenjali z elegantnimi oblekami, kar je še bolj podkrepilo mladostni videz (in zven), s tem pa se še bolj priljubili občinstvu. 
Leta 1994 so svojo tretjo festivalsko sezono zopet pričeli na Vurberku in ponovno osvojili tako srca občinstva kot ušesa strokovne žirije. Konec leta so v studiu posneli skladbe, s katerimi so osvajali občinstvo na festivalih. 
V začetku leta 1995 so izšle na prvi plošči Ne reci nikdar, videospot za naslovno skladbo pa je devet tednov prepričljivo vodil na video lestvici oddaje TV Slovenija Po domače in nizal rekord za rekordom po številu oddanih glasov. Album Ne reci nikdar je podiral vse rekorde v prodaji in še danes ostaja najbolje prodajan album narodnozabavne glasbe v samostojni Sloveniji. Za izjemno uspešno prodajo so prejeli diamantno ploščo. 
Leta 1996 so kot odgovor na blokado tedanjega uredništva TV SLO izdali ploščo s pomenljivim naslovom Po domače, malo drugače, ki se je kmalu po izidu pozlatila. Velikanska uspešnica je bil valček »Da spočijem se na tvoji rami«, v katerem so Slapovi ponovno združili zvok diatonične in klavirske harmonike (nekaj, kar ni storil še nihče pred njimi in kar so prvič naredili že na prejšnji plošči pri skladbi Pomembno je nekoga imeti rad). Da spočijem se na tvoji rami je zanimiva skladba tudi zaradi dolžine, saj s svojimi več kot 5 minutami velja za najdaljšo narodnozabavno skladbo. Plošča je prelomna še zaradi ene stvari: na njej se kot avtorji predstavljajo tudi drugi člani zasedbe. 
Leta 1997 so izdali album Zdaj je pravi čas, ki je pomenil odmik iz »cone udobja«, saj gre za pop album. Na njem so na novo posnete tako nekatere starejše skladbe (na svojem prvem in edinem samostojnem albumu Prelepa dežela jih je posnel Jože Skubic), ki so jih Slapovi po petletnem preigravanju na svojih nastopih za potrebe ponovnega snemanja osvežili (Zapleši ta valček, Božično drevo, Julita...). Dodanih je bilo nekaj novih skladb, med katerimi prav gotovo izstopa velika uspešnica Črnolaso dekle. 
Leta 1999 so se Slapovi vrnili v narodnozabavne vode z albumom Poje spet harmonika. Na njej je bila največja uspešnica priredba skladbe skupine Bazar Fehtarji - kar je bil zopet prelomni trenutek, saj do takrat ni bilo običajno, da bi narodnozabavne skupine delale priredbe pop skladb. Mogoče malo manj uspešen album je pomemben zato, ker je produkcijsko svež in je že nakazoval smer, v katero so Slapovi šli v novem tisočletju. 
Poleg menjave založbe in nekaterih članov je bila največja sprememba v letu 2000 ta, da je Martin Štibernik po odhodu Jožeta Pečjaka poprijel tudi za diatonično harmoniko. Bil je tudi glavni producent vseh plošč, ki so sledile, saj so nastajale v njegovem domačem studiu, in kot tak najzaslužnejši za moderen in sodoben zvok novih skladb. 
Leta 2000 je izšla uspešna plošča »Rože z domačega vrta«, s katero so se Slapovi vrnili v sam vrh ne samo narodnozabavne scene, temveč scene nasploh. 
Leta 2002 so ob 10-letnici delovanja izdali še eno izjemno uspešno ploščo Pravljica življenja. Osrednji del albuma predstavljajo dueti z legendami zabavne in narodnozabevne glasbe (Karmen Stavec, Alfi Nipič, Ivan Hudnik, Ansambel Franca Miheliča, Beneški fantje, Štajerskih 7...), ki so skupaj s Slapovi na novo posneli uspešnice, ki so zaznamovali prvo desetletje Slapov. 
Leto pozneje je 2003 izšla prva in edina narodnozabavna 'live' plošča pri nas z dvema novima skladbama: naslovno Dol na Kreto in Rudeči cvet, posnet z Beneškimi fanti. 
Leta 2004 so se z albumom POP ponovno odmevno in uspešno vrnili v zabavne vode - med poslušalci je bila izjemno toplo sprejeta skladba Ko mi rečeš, da me ljubiš, duet z Nušo Derenda, ki je postal stalnica slovenskih radijskih in televizijskih postaj. Na tej plošči so sodelovali tudi z Don Sergiom, ki je priredil njihovo uspešnico »Ne reci nikdar« na način, da je našla pot do novega kroga oboževalcev. 
Dve leti in več kot 100 nastopov pozneje (2006) so se še zadnjič zaprli v studio in posneli svoj zadnji album s pomenljivim naslovom Najlepše je doma - z njim so se namreč vrnili 'domov' nazaj k narodnozabavni glasbi. Gre morda za produkcijsko najbolj dodelan in zrel album Slapov, ki lepo zaključuje izjemno bogato in zanimivo diskografijo te uspešne skupine. 
Kmalu po izidu so se člani skupine zaradi družinskih in ostalih obveznosti dogovorili za zaključek svoje skupne glasbene kariere, tako da po avgustu 2006 niso več nastopali. Zadnjič so skupaj nastopili leta 2007, v posebni  TV oddaji »Na zdravje!«, kjer so pred  televizijskim občinstvom s številnimi glasbenimi gosti sklenili svojo bogato glasbeno pot.

## Diskografija
Skladbe, ki so bile posnete v letih 1992 – 2006 v studiih Cankarjev dom, Helidon, Akademik in Studio Marsh, so bile izdane na naslednjih nosilcih:

### Albumi:
- Ne reci nikdar - festivalski uspehi 92-94 (Helidon, 1995)
- Po domače malo drugače (Helidon, 1996)
- Zdaj je pravi čas (Helidon, 1997)
- Poje spet harmonika (Menart, 1999)
- Rože z domačega vrta (Menart, 2000)
- Pop Slapovi (ToneVolume, 2004)
- Najlepše je doma (ToneVolume, 2006)

### Album v živo:
- Dol na Kreto (Menart, 2003)

### Kompilacije:
- Pravljica Življenja (Menart, 2002)
- Naj se sliši naša pesem (Helidon, 2019)

## Člani

#### 1992 - 2007
- Jože Skubic - vokal
- Martin Štibernik - vokal, diatonična harmonika, klavirska harmonika, klaviature
- Robert Kuhelj - vokal, akustična in električna kitara
- Gregor Štibernik - bas kitara

#### 1992 - 1999
- Jože Pečjak - diatonična harmonika
- Marko Mirtič - vokal, bobni

#### 1992 - 1994
- Milan Podržaj – vokal

#### 2000 - 2002
- Andrej Gačnik – vokal

#### 2004 - 2007
- mag. Igor Kulašić - bobni, vokal